# Misál z roku 1962
Římský misál z roku 1962 či Misál sv. Jana XXIII. je posledním římským misálem pro liturgickou formu nazývanou tridentská mše. Podle motu proprio Summorum pontificum, které roku 2007 vydal Benedikt XVI., nikdy nebyl zrušen a je závazným misálem pro slavení tridentské mše coby mimořádné formy římského ritu. Misál zahrnuje menší změny v liturgii zavedené sv. Janem XXIII. a je v něm inkorporován všeobecný římský kalendář z roku 1960. V ČR byl naposledy vydán v roce 2015 v podobě reedice Schallerova misálu (komentovaného dvojjazyčného misálu pro věřící) z roku 1952 doplněné o úpravy a doplňky misálu z roku 1962.
Podle misálu z roku 1962 je v dnešní době sloužena drtivá většina tridentských mší. Používají ho jak všechny tradičně katolické skupiny a instituty s kanonicky bezproblémovým statusem (největší z nich Kněžské bratrstvo svatého Petra (FSSP)), tak Kněžské bratrstvo svatého Pia X. (FSSPX). Pouze Kněžské bratrstvo svatého Pia V. a některé další malé skupinky tento misál odmítají a slouží tridentskou mši podle starších forem, nejčastěji podle misálu z roku 1954.